# Ogre (novads)
Ogre (łot.: Ogres novads) – łotewski novads, funkcjonujący od 2021.
W skład novadsu wchodzą: 
- miasta: Ikšķile, Ķegums, Lielvārde, Ogre
- pagastsy: Birzgale, Jumprava, Krape, Ķeipene, Laubere, Lēdmane, Lielvārde, Madliena, Mazozoli, Meņģele, Ogresgals, Rembate, Suntaži, Taurupe, Tīnūži, Tome

## Historia
Novads powstało podczas reformy administracyjnej w 2021, z połączenia dotychczasowych novadsów: Ikšķile, Ķegums, Lielvārde i Ogre.